# Мартинци (Бузет)
Мартинци (итал. Martinzi) је насељено место у Истарској жупанији, Република Хрватска. Административно је у саставу Града Бузета.

## Становништво
Према задњем попису становништва из 2001. године у насељу Мартинци живео је 22 становник који су живели у 17 породичних домаћинстава.
Кретање броја становника по пописима 1857—2001.
| година пописа  | 1857. | 1869. | 1880. | 1890. | 1900. | 1910. | 1921. | 1931. | 1948. | 1953. | 1961. | 1971. | 1981. | 1991. | 2001. |
| бр. становника | 80    | 87    | 90    | 87    | 120   | 131   | 0     | 0     | 110   | 93    | 61    | 32    | 33    | 20    | 22    |

Напомена:У 1921. и 1931. подаци су садржани у насељу Рачице. Исказано под именом Св. Мартин 1869. и Св. Мартин при Рачицах од 1880. до 1910.